# Agapophytus notozophos
Agapophytus notozophos är en tvåvingeart som beskrevs av Shaun L. Winterton och Irwin 2001. Agapophytus notozophos ingår i släktet Agapophytus och familjen stilettflugor. Inga underarter finns listade i Catalogue of Life.